# Calomys cerqueirai
Calomys cerqueirai és una espècie de mamífer rosegador de la família dels cricètids. És endèmic de l'estat de Minas Gerais (Brasil). El seu hàbitat natural són els herbassars. Té una llargada de cap a gropa de 86-112 mm, una cua de 75-85 mm, les potes posteriors de 21-22 mm, les orelles de 16-18 mm i un pes de 25-35 g. Com que fou descoberta fa poc, l'estat de conservació d'aquesta espècie encara no ha estat avaluat formalment. Fou anomenada en honor del mastòleg brasiler Rui Cerqueira.